# Tevfik Fikret
Tevfik Fikret, (turco ottomano: توفیق فکرت) pseudonimo di Mehmed Tevfik (Istanbul, 24 dicembre 1867 – Istanbul, 19 agosto 1915), è stato un educatore e poeta ottomano, che è considerato il fondatore della scuola moderna di poesia turca.

## Biografia
Mehmed Tevfik nacque a Costantinopoli il 24 dicembre 1867. Suo padre, Hüseyin Efendi, originario del distretto di Çerkeş nel sanjak di Çankırı, era per lo più assente, poiché era stato esiliato in quanto politicamente nemico del regime al potere; mentre sua madre, Hatice Refia Hanım, una greca dell'isola di Chios convertita all'Islam, morì quando egli era molto giovane. Egli ricevette la sua formazione presso il prestigioso Liceo Galatasaray e si laureò nel 1888 come valedictorian con il massimo dei voti. In seguito divenne preside della scuola. Sua sorella subì una tragica morte prematura. Nel 1890 sposò sua cugina Nazime e la coppia ebbe un figlio di nome Haluk nel 1895. Lasciò il Galatasaray nel 1894 e iniziò a insegnare in un'altra prestigiosa istituzione sul Bosforo, il Robert College, nel 1896, dove continuò a lavorare fino alla morte. Nel 1906, costruì una casa all'interno del campus del Robert College per sua moglie e suo figlio. Chiamata Aşiyan, la casa è ora un museo.
Fu indagato numerose volte dalla polizia ottomana a causa delle sue opinioni e scritti politici e della sua associazione con noti oppositori politici del Sultano Abdul Hamid II, come il collega scrittore Halid Ziya Uşaklıgil. Fikret, il quale antepose l'abilità letteraria e la conoscenza all'ispirazione divina, è considerato il padre della moderna poesia turca. Come molti classici poeti turchi, nel comporre le sue poesie usava la sua notevole conoscenza della musica turca.
Nel 1894 pubblicò la rivista letteraria Malûmat. Nel 1896 divenne redattore capo della rivista Servet-i Fünun, che mirava alla semplificazione della lingua ottomana: li' lavorò con altri importanti esponenti della letteratura ottomana come Halit Ziya Uşaklıgil, Ismail Safa, Mehmet Rauf, Samipaşazade Sezai e Hüseyin Cahit Yalçın. Nel 1908, dopo la rivoluzione dei giovani turchi, iniziò a pubblicare il giornale Tanin, che divenne un forte sostenitore del partito al governo, il Comitato dell'Unione e Progresso (Ittihat ve Terakki Cemiyeti, CUP). Alla fine fu deluso dalla politica del CUP e tornò al liceo Galatasaray come preside; tuttavia, durante l'incidente reazionario del 31 marzo contro il CUP (31 Mart Vakası) del 1909, si incatenò ai cancelli della scuola per protesta e si dimise lo stesso giorno.
Egli aveva progetti per una nuova scuola e nuove riviste: tuttavia, a causa delle complicazioni dovute al diabete che rifiutava di curare, morì nel 1915 e fu sepolto nel terreno di famiglia a Eyüp. Insieme a molti dei suoi contemporanei appartenenti all'avanguardia, contribuì alla rivista letteraria Servet-i Fünun ("La ricchezza della conoscenza") fino a quando nel 1901 questa non fu censurata dal governo ottomano. I volumi di versi di Fikret includono Rubab-ı Şikeste ("Il Liuto spezzato") del 1900 e Haluk'un Defteri ("Il taccuino di Haluk") del 1911. A causa dei suoi scritti e delle poesie infuocate in cui criticava il regime ottomano di Abdul Hamid II, fu immortalato come "poeta della libertà".

## Opere
Poemi
- "Rubab-ı Şikeste" (1900)
- "Tarih-i Kadim" (1905)
- "Haluk'un Defteri" (1911)
- "Rubabın Cevabı" (1911)
- "Şermin" (1914)
- "Son Şiirler" (1952)